# 魔神仔
魔神仔（白話字：Mô͘-sîn-á、台羅：môo-sîn-á），或魔形，是台灣的台湾漢族民間傳說中，一種誘導人類到山野間迷失的鬼或精怪，台灣原住民間也有類似的傳說。民俗及人類學者根據田野調查採訪，普遍認為其並不明確屬於民間信仰中鬼神之分類，通常被認為是民間信仰中一種出沒於荒野、山林、水澤的精怪。有時也被認為是兒童、婦女或登山者的枉死冤魂，亦可能被指稱其他過渡的複合信仰，因此是否魔神仔應視事件描述的情形而定，如靈異節目報導的事件紅衣小女孩即摻雜多種民間信仰的猜想，對魔神仔的民間傳說作出變更及轉移。

## 名稱
簡稱魔神，或寫作毛神、摸神、魍神、魅神、无神、芒神、墓神等。其中芒神一名據說是因為其在山坡地的「芒草叢」中出沒而得名，也有一說是得名自古代迎春祭祀句芒儀式的流變。

## 特徵
即魑魅魍魎，「魑」指山精，善於山水間魅惑人類為「魅」，「魍」指水怪，隱匿水中難辨形體呈多影之相為「魎」。魔神仔喜好出沒於山林間、溪流邊、河岸旁。
根據傳聞描述，魔神仔是好奇或者調皮的精怪，會迷惑人類的心智或惡作劇，戲弄別人，其戲弄對象通常是老年人或者兒童，作法則是將人帶到山野川湖，使其迷路，無法回家，類似日本傳說中的神隱。
一般對魔神仔面貌的說法是「身材矮小，動作敏捷，作兒童狀」，亦有地區傳聞的魔神仔是「高大而面色極白，擦有顏色鮮明的腮紅的女子。」民間認知的魔神仔不像鬼魂害怕日光，可於光天化日之下行動，常對人類惡作劇，將人類帶到荒山野嶺捉弄一番，遭到魔神仔誘拐者大都會無恙尋獲，少數傷亡者，往往是病體虛弱者，因魔神仔很少傷害人類，而是喜歡戲弄人類；不過魔神仔不擅長照顧別人，而且害怕聲響，一有巨響就隱蔽不出。

當有人被魔神仔拐走的消息出現，鄉民親友會請示地方神祇山神、土地公、城隍爺、王爺等，四處敲打鑼鼓、放鞭炮尋找，生還的失蹤者被發現後常處在精神恍惚狀態，事後宣稱曾吃了魔神仔給的佳餚（雞腿、飯食），但其實卻是滿嘴的昆蟲（蚱蜢、蟋蟀、螳螂等）、牛糞、蚯蚓、樹枝與土石等穢物。
有些地方的魔神仔傳說，同時雜揉了厲鬼信仰，變得有攻擊性，如說是被原住民出草獵首的無頭商人，或者墜落山谷而死的女人，此輩往往在山中害人以捉交替，不過這並非臺灣民間信仰的主流。
關於魔神仔事件的事發經過雖然大同小異，但在外觀特徵上的描述往往因地域、信仰而有所分歧，甚至在與鬼魂概念混雜之後已難以釐清其原始的形象：
又或者魔神仔的傳聞其實是由多元文化中固有的類似形象的複合構成，並非單一固定的客體。
- 作家王家祥紀錄母親口述，同時也是最普遍的說法：魔神仔，躲在草埔中，專門在『摸』囝仔，把愛玩不知回家的囝仔『摸』得昏昏憨憨，隨伊走去墓仔埔，將人丟在那裏，半眠才讓仔醒來，驚得半死，做囝仔攏嘛知，魔神仔矮矮黑黑，歸身軀全全毛！--《魔神仔》序文[5]

- 日本民俗研究者池田敏雄紀錄之モオシンナア：在民間信仰中，魔神仔是戴著紅帽子之幼兒的亡魂，會使小孩陷入失神狀態。[4][6]另有坊間資料載述：魔神仔約三尺高，四肢雖然健全，但五官模糊難辨、膚色為藏綠色，喜戴紅色小帽。[7]

- 風水專家林正義曾於電視節目中講述自己童年時期在宜蘭五峰旗瀑布旁雷公山所見到魔神仔之經驗。稱其身材矮小，身高約100cm左右，雙眼通紅，面貌狀似猿猴卻頂上毛髮稀疏，兩耳上端尖銳，身軀跟四足佈有圓麟狀斑紋，四肢手腳指之間均有蹼狀物，全身呈褐色偏灰，能發出尖銳的叫聲。運動性極佳，通常不會直接走人類常走的山間蜿蜒小路，而是以很快的速度從山下橫切上坡。不像其它彌猴類生物奔走時偶而會以前肢觸地協助奔跑，而是跟人類一樣完全以兩足直立行走、奔跑，並說其奔跑時呈「之」字型橫切上坡，移動速度異常敏捷，在陡峭山坡上仍能跟在平地一樣快速奔跑通行。

- 前立委廖學廣曾於電視節目《現代啟示錄》直述魔神仔叫聲類似敲鑼，台語稱「魔神仔打鑼」，叫聲類似「叩」一聲長音，但不短促有尾音提攜且音頻很高，呈「叩～」聲，他幼童時期居住於汐止山區，他想聽魔神仔是怎麼叫的，便要求長兄凌晨4點多聽到魔神仔啼叫時搖醒他，並說魔神仔會持續發出這種叫聲。他也提及有些老一輩汐止婦女曾於早上8點多在基隆河上流岸邊洗濯衣物時，被魔神仔從水中拉腳。還說魔神仔生性膽小，在汐止魔神仔山（又稱：柯子林山）若遇到有人在山區失蹤，汐止當地人會拿中型鐵製沙拉油桶，在山區找人時沿路敲打，製造出巨大聲響試圖嚇走魔神仔，不要再纏住失蹤者，讓搜救隊伍可以早日找到失蹤者。

- 又有一說魔神仔常以「中年婦女」的樣貌示人，妝容通常是鬆弛的大臉塗上厚厚的白粉，身上時常穿著大紅大花的不協調服飾坐在山區的路邊。影集通靈少女所參考的藍本人物索非亞（《靈界的譯者》作者 劉柏君）曾於電視節目《驚爆新聞線》述說自己青年時期在山區騎機車所遇到魔神仔之情形。指其類似中年人士略呈福態，貌相疑似為女性，全身均穿著紅色衣物，手拿著一把大油傘，坐在山區路邊。並說其有鬼擋牆能力，遇到後即被囚於空間之中，騎車一直原地繞路。[需明示出處]

另外，因為台灣原住民族中的鄒族，有族人被矮人誘拐後失蹤，最後才在芒草堆上發現睡著的他的傳說，因此也有人認為「魔神仔就是漢人的矮人」，但此說法因為原住民本身相關的矮人傳說就只有那一則，可信度不高。

## 出沒蹤跡
基本上魔神仔的傳聞遍布台灣各地：從高低海拔的山區（如奇萊山、柴山、美崙山、陽明山都有魔神仔的傳說。）到偏遠的深林荒野，甚至靠近早期開發聚落區域的郊區都有類似的傳聞事件發生。離島則以小琉球海邊或礁岩洞穴皆有相關出沒傳說，以夜間至凌晨為出沒時段。在臺灣閩南人的基隆北海岸與桃竹苗三縣的客家人聚居的客家莊（庄）山坡地，也傳有魔神仔誘拐兒童，甚至牽走成人的紀錄。學者便曾以平溪及苗栗鄉鎮作為田野調查的典型地域，魔神仔任何時間皆可出沒，不似鬼魂，民間信仰中鬼魂多為日落之後才出現。

## 魔神仔的比較民俗學
- 臺灣各原住民族普遍流傳的矮人傳說[11]，但傳統上與魔神仔不一樣[12]。矮黑人傳說如賽夏族的矮靈信仰[10]、花蓮丹社群布農族的sazusu傳說：古有矮人撒都索（sazusu），居住在達給里社（takilitu）地帶，身材只有二尺，非常善於攀爬大樹，靈巧宛如山猿一般，他們一旦潛匿樹草叢林中，就不容易找到他們的蹤跡。常常從密葉中，揮刀殺出，本族祖先被之傷亡者慘重。[13][14]。各族泛靈信仰中的惡靈如凱達格蘭族神話傳說中的妖怪sansiyao[4][15]、南澳地區泰雅族的rutux傳說。[16]

- 中國福建省的迷魂仔。林美容教授曾數度前往漳州進行田野調查並對福建莆田、廈門地區進行考察，發現當地有著與台灣魔神仔極其類似的物怪傳聞，但稱呼則有所不同，諸如：肖鬼、迷魂鬼、無神鬼、半天秀才、走馬天罡、山niong等等。

- 日本傳說中的神隱、化狸、河童、山人（やまびと，山男・山女・山姥・山童等住在山裡的人形妖怪總稱。）等。

- 歐洲傳說中的地精

- 中國漢代神異經提及所謂「山臊」，是惡鬼之類：西方深山中有人焉，身尺餘，袒身捕蝦蟹，性不畏人，怕爆竹聲，見人止宿，暮依其火以炙蝦蟹，名曰山臊。

- 晉代的《搜神記》，紀錄有許多山精物怪的傳聞。木石之怪，夔，『魍魎』。水中之怪，龍，『罔象』。夏鼎志曰：「『罔象』如三歲兒，赤目，黑色，大耳，長臂，赤爪。索縛，則可得食。搜神記/第12卷 （页面存档备份，存于）

- 清代《聊齋志異》卷一第七篇，〈山魈〉提及面似老瓜皮色，目光睒閃，遶室四顧，張巨口如盆，齒疏疏長三寸許，舌動喉鳴，呵喇之聲，響連四壁。

## 事件傳聞
此處選錄較具代表性以及新近發生的事件作為日後資料整理的備考。建議參考收錄原則：
- 發生於山林郊野、離島。
- 具備可考的事件來源，如論文、新聞。
- 過程中遭遇不合常理的人、事、物經驗，並排除有目的人為致幻可能。
- 事件當事人或相關受訪者質疑為魔神仔或精靈鬼怪滋擾作祟，受訪者優先表示事件脈絡為抓交替或人鬼附身則予排除。
- 事件視後續追蹤增修內容或移除收錄。

延伸閱讀可參考：
- 《台灣魔神仔傳說的考察（A Study on the Folklore of Mô-sîn-á in Taiwan）》論文-附錄二：各報「離奇」迷途、失蹤事件相關報導一覽表[4]，當中作者收錄1899年至2010年間有正式報紙刊登記錄計47起事件的整理。

- 1985年1月26日，中國時報載：苗栗縣南庄鄉鵝公髻山出現奇怪的不明動物，全身黑毛遮體，頭髮很長，兩腳直立行走，約有十三、四歲的山地小孩一般高大，會爬樹，並抓走賽夏族錢姓人家的兩隻土雞生吃，頭份警察分局派山青隊入山搜查未發現。[17]

- 2003年4月，68歲婦人三月底與家人至新北市汐止區汐萬路三段柯子林山區公墓掃墓，在下車後兩分鐘失蹤。家屬求神擲茭，得到被「毛神仔」帶走的「訊息」。失蹤九日後在距失蹤現場三公里山區處發現屍體。當地民眾指稱該山區被稱為「毛神仔山」，曾多次有人被「毛神仔」帶到山上的紀錄。[18]前汐止立法委員廖學廣表示汐止山區的確很多「魔神」，個子很小，常在山區小路向老人和小孩招手，如果應聲，就會被拐走，陪魔神玩幾天才放人，廖學廣小時還親眼見過一次，還好母親正巧呼喚，才未被拐走。[19]

- 2008年7月，屏東縣恆春鎮83歲婦人在卡玫基颱風後，到恆春社頂公園採菇，失蹤五天後被墾丁國家公園巡山員在梅花鹿復育區發現。自稱遭遇到一高大紅髮大臉的女性"魔神仔"向她討取衣物，並教其食用野生月桃葉心果腹，對峙五天後老婦脫下內褲給對方，"魔神仔"才離開，不久便被尋獲。[20]中央研究院民族學研究所林美容教授在著作中記述到：大地文教基金會楊緒東醫師曾以高大女性及氣候等相關特徵推測此事件為旱魃所為，然台灣民間並沒有太多旱魃相關的信仰風俗，此一說法頗顯突兀。[21]有民眾則依紅髮高大特徵認為與當地萬應公祠所祭祀之荷蘭八寶公主有關，廟方人員則否認此說法。[22]

- 2010年7月，隨進香團到墾丁旅遊的70歲老先生，與團員在社頂公園遊覽時不慎與團員走散迷失。[23]

- 2011年6月，臺南市左鎮區一名84歲老婦人沒水沒食物受困山區兩天，後自行走出山區為人所發現。脫困後她表示，「山上有人請我吃飯，且很多人陪伴相當熱鬧，還有人帶我回家睡覺。」且老婦人全身乾淨無受傷，根本不像在山中走失兩天。醫生認為可能是年紀大且未進食而引起的幻覺。[24][25]

- 2012年2月，花蓮縣富里鄉47歲黃姓婦人12日進入山區巡察箭筍生長情形失蹤多日，搜救人員連日找尋未果，當地耆老說是被「魔神仔」帶走，數十年以前這一代山區也曾發生過這類事件，建議放鞭炮驅魔。18日晚間在山區以豬肉祭山神、放鞭炮後，黃婦19日下午就被尋獲。黃婦獲救後對多日迷失印象模糊，只記得進入山區後就暈頭轉向毫無記憶，是在聽到山區有人燃放鞭炮重新恢復記憶，才開始驚覺自己身在山區，次日聽到有搜救人員靠近，循聲往救難隊伍靠近才獲救。[26][27]

- 2013年7月，78歲隨團日籍觀光客鈴木節兵衛7月2日上午在新北市瑞芳區金瓜石黃金博物館園區脫隊失蹤，直至7月6日下午在十五公里外濱海公路旁被禮樂煉銅廠警衛發現，身上有許多被芒草割傷的痕跡，生命跡象穩定，但卻說不清這四天如何度過。居民議論紛紛，指老先生走失那麼多天，搞不好是被「魔神仔」帶走。[28][29]

- 2014年6月，新竹縣一名80歲婦人彭吳允水，於6月28號跟隨旅行團至花蓮縣鳳林鎮林田山遊玩，離奇失蹤，警消調閱監視器畫面，發現其如廁過後，原本行動不便的腳彷彿痊癒一般，健步如飛轉往山區產業道路失蹤，五天後在距離失蹤地點三公里處尋獲，婦人說她被一位身穿紅衣的女子帶走，夜晚還有一對老夫妻會陪他聊天，村民認為該夫妻是土地神的化身。

- 2014年7月，台東縣池上鄉一名68歲老翁林金木走失，直到4天後的上午九點多，才在離家3公里遠的卑南溪床上找到，不過老翁的妻子透露，這名老翁雖然輕微失智，但不停告訴家人是有一位女子領路，他才會跟出去。[30][需要較佳来源]

- 2015年5月，基隆市信義區一名75歲的老婦人，19號下午在自家後山深澳坑路採筍子，沒想到卻遲遲沒有回家，家屬趕緊報警搜山，並四處在山中跪求山神保護婦人，經過警消徹夜搜山，終於在上午順利找回老婦人，沒想到老婦人卻跟家屬說，他是跟著一位年輕人走，後來年輕人不知去向，回過神後已迷路。[31][需要較佳来源]

- 2015年5月，台中市太平區一名73歲吳老婦人，深夜身穿粉紅色睡衣，在離家2公里的加油站求助，事後她告訴警員說「我的房間裡突然出現2個4、5歲的小朋友，說要帶我出去玩，拉著我一直跑，他們一直叫我走這邊啦」。[32][需要較佳来源]

- 2015年8月，高雄市燕巢區78歲阿嬤柯蘇葉，18日上午出門到田裡工作，卻不知何故失蹤，搜救人員最後在田寮新興里龍鞍宮附近墓園尋獲阿嬤。阿嬤被尋獲時，人躺在地上，身體虛弱，但意識清楚，柯蘇葉告訴搜救人員，她已在該處停留2天，且有人提供三餐。從燕巢尖山里果園，到尋獲地田寮新興里龍鞍宮附近墓園約8公里遠，當地山路崎嶇不平，且須翻山越嶺，平日人煙罕至。[33]

- 2016年3月，高雄80歲黃姓阿嬤到旗山醫院就診，未如往常搭車徒步返家，結果半途迷路，回過神來發現獨自在山上的墓仔埔，因天色已晚，阿嬤又餓又怕，躲了一夜才被民眾發現，報警帶她下山。阿嬤驚魂未定，激動地向警方表示「被魔神仔牽走」，不知道自己為什麼突然要用走的回家，也不解半途為何走進墓園。[34]

- 2016年6月，劉姓老婦29日晚間採竹筍時，不慎摔落邊坡後迷路，就沿著鐵軌往竹東方向走，自稱遇到一名好心的人收留她過夜，天亮後便告別好心人，之後又繼續沿著鐵軌走，走不到多久就遇到兒子和消防隊員，但警消透漏，這附近並沒有任何住家和人跡，不知老婦人遇到何人相助。值勤的二重分隊表示，劉婦不但身體健壯，也沒有出現虛弱、脫水等症狀，已告知家屬讓劉婦返家後多喝水、補充營養，以防脫水和低血糖。[35]

- 2018年5月15日，嘉義縣警察局民雄分局大林分駐所接獲一名50歲的中年人的來電，往常自己開小貨車返家，結果半途迷路，回過神來發現獨自在嘉義縣大林鎮第六公墓的墓仔埔，中年人嚇到打110報警，一名50歲的中年人激動的向大林分駐所林姓副所長表示說魔神仔叫我帶祂回家，不知道自己為什麼突然開車進墓園。

### 當代傳說
玉山小飛俠：相傳玉山南峰會出現三個頭戴斗笠，且穿黃色小飛俠雨衣的男子，將登山客引誘至懸崖。民俗學研究者認為此類記述有冤魂捉交替的意味，與民間傳統的魔神仔形象有所差距。
紅衣小女孩：出自八大第一台《神出鬼沒》當中一集，及東森電視鬼話連篇靈異節目中大致內容為1998年3月某家庭至臺中市北屯區大坑風景區風動石登山步道出遊拍攝到的片段：片中拍到隊伍後方跟隨一名身穿紅衣，表情陰沉，姿勢古怪的小女孩（據稱當時隊伍中並無此人），其後一年檢視影片發現怪異處，才寄至電視台在節目上播出。2009年在批踢踢八卦板，由當年節目剪接師爆卦指出八大電視台並未播出全部片段引發討論，而曾有新聞媒體採訪到一名在新北市新店區販賣米粉湯的腦性麻痺女子，號稱踢爆"紅衣小女孩"的真面目。但實際又是一樁話題炒作，其真相至今無解。
有關魔神仔和其他台灣的妖怪，可參考台灣妖怪列表。

## 地名
臺灣有些小地名冠以魔神仔，多位於荒僻處。
- 魔神仔堀 - 位於臺南市東區的大水堀，昔日因遠離市區而得名。後因四期重劃區，已填平成為住宅區[38]。
- 魔神仔洞 - 位於新北市平溪區的坑道群，當地謠傳坑道裡有魔神仔出沒。[39]
- 魔神仔山 - 位於新北市汐止區的山區，又稱柯子林山。

此外，由於糖尿病或飢餓造成血糖異常、脫水導致電解質紊亂形成認知障礙，迷失者憑藉信仰與過去生活經驗生成幻覺，也是此類傳言的可能成因。

## 流行文化
- 《魔神仔》：2002年小說，王家祥著，玉山社出版。
- 《魔神仔》（Moxina）：2012年電影，中西良太導演，東京藝術大學製作，史上首部魔神仔電影作品。
- 《魔神仔》（Spirit）：2013年動畫，景文科技大學視覺傳達設計系畢業製作。
- 《芒神》：台灣漫畫，作者奕辰，台灣角川出版。
- 《紅衣小女孩》、《紅衣小女孩2》：台灣恐怖電影，根據紅衣小女孩之事件所改編，程偉豪導演，由黃河 (臺灣演員)及許瑋甯主演。
- 《人面魚：紅衣小女孩外傳》：台灣恐怖電影，是為電影紅衣小女孩1跟2之前傳，根據1990年代「魚肉好吃否？」的鄉野傳奇改編，莊絢維導演，由徐若瑄及鄭人碩主演。
- 《怪異與少女與神隱》日本漫畫。

## 外部連結
- "魔神仔" - 搜索 Google 圖書